# Дзерилли, Джозеф
Джозеф Дзерилли (англ. Joseph Zerilli, урождённый Джузеппе Дзерилли (итал. Giuseppe Zerilli); 10 декабря 1897, Терразини, провинция Палермо, Сицилия, Италия — 30 октября 1977, Гросс-Пойнт, округ Уэйн, Мичиган, США) — италоамериканский гангстер, один из основателей и боссов мафиозного синдиката Детройтское партнёрство. Дзерилли был родственником, другом и деловым партнёром известного гангстера «Чёрного Билла» Токко. Вдвоём они около 40 лет (1930-е—1970-е) управляли детройтской мафией, которая в это время иногда называлась «семья Токко—Дзерилли», передав управление своим детям.

## Биография

### Ранние годы
Дзерилли родился зимой 1897 года в сицилийском городе Терразини и был четвёртым ребёнком и единственным сыном Энтони и Розали Дзерилли. В 1914 году в возрасте 17 лет эмигрировал в Соединённые Штаты, обосновавшись в Детройте, где уже была большая община выходцев с Сицилии и где уже жил Гульельмо Вито Токко, его родственник и друг детства. После переезда Дзерилли  устроился разнорабочим в Detroit Gas Company, где и работал, пока его жизнь не изменило введение «сухого закона».

### Криминальная карьера
В Мичигане «сухой закон» был введён раньше чем по всей стране, в апреле 1918 года. Джо вместе со своим двоюродным братом и другом детства Уильямом Токко, вернувшемуся из Европы с Первой мировой войны присоединился к братьям Джанола, королям итальянского преступного мира Детройте 1910-х годов. Вскоре Джо Дзерилли был впервые арестован за скрытое ношение оружия, уплатив штрафа в размере 50 долларов.
Дзерилли и Токко пришлось принять участие в конфликте братьев Джанолла против братьев Витале, которые в 1919—1920 годах вели войну за контроль над контрабандой спиртных напитков. Во время войны Джозефа десятки раз арестовывали по подозрению в вооружённом ограблении, убийствах, хулиганстве, нарушении «сухого закона» и прочем. Впрочем каждый раз правоохранительным органам приходилось отпускать Дзерилли. Смерть Джон Витале в сентябре 1920 года положила конец череде междоусобиц в итальянском преступном мире Детройта, в ходе которых погибло около 100 человек.  
Устранение Джо Манцелло и Джона Витале позволило Сэму Каталанотте стать во главе детройтской мафии. При его поддержке Анджело Мели вместе с Биллом Токко и Джо Дзерилли создал на базе остатков группы Джанолла Истсайдскую банду (Eastside Mob). Дзерилли и Токко как помощники и доверенные лица Мели получили прибыльные куски пирога преступного мира, которые принесли им влияние и деньги. Вскоре Токко женился на сестре Джо Дзерилли, тем самым укрепив связи между ними.
В 1926 году Токко и Дзерилли купили пивоваренную компанию Pheiffer. В условиях «сухого закона» компания продолжала производить солодовые продукты. В феврале 1932 года принадлежащие им компании Pheiffer Products и Meyer Products были закрыты за предполагаемое производство сусла, которое использовалось бутлегерами при производстве домашнего пива. Вскоре после этого Комиссия по контролю за оборотом спиртных напитков штата Мичиган запретила Дзерилли и Токко участвовать в легальном пивном бизнесе и приказала продать свою долю в Pheiffer.

### Становление Детройтского партнёрства
Тем временем в Детройте началась новая гангстерская война. Глава Вестсайдской банды Чезаре «Честер» Уильям Ламаре уже давно был в конфликте с Истсайдской бандой, своими агрессивными действиями почти доведя дело до открытой войны. Теперь он решил воспользоваться смертью босса детройтской мафии Сэма Каталанотте и занять его место. Ламаре решил заманить боссов Истсайдской банды на переговоры и убить их, тем самым избавившись от конкурентов. Анджело Мели, не доверяя Ламаре, попросил влиятельного детройтского мафиози Гаспара Милаццо, известного как хороший посредник, приехать вместо него, рассчитывая, что его присутствие облегчит переговоры. Мели ошибся. Милаццо и его водитель и телохранитель Росарио «Сэм» Паррино были застрелены из дробовиков вскоре после прибытия на рыбный рынок Вернор-Хайвей, где должны были пройти переговоры. Убийство всеми уважаемого Милаццо вызвало негодование в итальянском преступном мире Детройта, которое переросло в полноценную войну Истсайдской и Вестсайдской банд, вошедшее в историю как Война мафии Кросстауна (Crosstown Mafia War). Точку в войне, которая длилась примерно год, унеся жизни более 14 членов мафии, поставило убийство Ламаре 6 февраля 1931 года. По подозрению в причастности к убийству были арестованы Джозеф Зерилле и Уильям Токко, но оба были отпущены без возбуждения уголовного дела.
Смерть Ламаре и ряда других авторитетов, таких как Джо Токко, привела к тому, что в детройтской мафии стали доминировать лидеры Истсайдской банды Анджело Мели, «Чёрный» Билл Токко и «Джо Уно» Дзерилли, к которым примкнули их союзники «Папа Джон» Прициола и Питер Ликаволи. Впятером они образовали «Правящий совет» преступного синдиката, получившего название Детройтское партнёрство. Признание со стороны лидеров нью-йоркской мафии окончательно утвердило господство Детройтского партнёрства в преступном мире Мичигана и Среднего Запада.

### Эпоха Токко-Дзерилли(1936—1977)
Первым боссом Детройтского партнёрства стал «Чёрный Билл» Токко, который правил вместе с Джозефом Дзерилли и Анджело Мели, ставшими его заместителем и советником. Правление «Чёрного Билла» длилось примерно пять лет. В марте 1936 года ему было предъявлено обвинение в уклонении от уплаты налогов. Хотя Токко удалось избежать наказания, выплатив компенсацию в размере 25 000 долларов, он ушёл с поста босса из-за огласки, которую в те времена боссы американской мафии старались избегать. Новым боссом семьи стал Джозеф Дзерилли, заместитель и шурин Токко.
О влиянии Дзерилли и возглавляемой им семьи говорит тот факт, что в 1956 году он был включён в состав Комиссии, коллективного руководящего органа американской мафии, как глава Детройтского партнёрства.
Помимо преступной деятельности Дзерилли вместе с Токко нередко выступали в качестве арбитров в спорах между фракциями партнёрства и отдельными мафиози. Не забывали он и про легальный бизнес, со временем всё больше уделяя внимания законным источникам дохода. Среди легальных предприятий, в которых принимал участие Дзерилли, были Detroit Italian Baking Company, открытая ещё в 1930-х годах, автосалон Lafayette Motors, продававший автомобили Chrysler, Melrose Linen Service, созданная в 1953 году, Muller Foods, ресторан Elias Big Boy в Анн-Арборе (Мичиган), T&M Construction, Lakeshore Coach Lines, элитная и коммерческая недвижимость, а также земельные участки в Мичигане и Аризоне, Deer Valley Citrus Association в Глендейле (Аризона), South Branch Ranch, The Living Room Lounge и Jarson-Zerilli Produce Company. Среди партнёров Дзерилли были семьи Токко и Коррадо, Майк Полицци и братья Джакалоне. В 1940-х годах Дзерилли и другие члены его команды стали скупать акции ипподрома Hazel Park Raceway в пригороде Детройта. В 1950 году президентом ипподрома стал 22-летний сын Джо Дзерилли, Тони, а вице-президентом бл назначен его племянник Джек Токко. Поскольку азартные игры в Мичигане ограничивались ставками на ипподромах, «Хейзел Парк» был важным источником дохода Детройтского партнёрства, ежегодно принося миллионы долларов прибыли.

### Джо Валачи и исчезновение Джимми Хоффы
Более 30 лет Джозефу Дзерилли удавалось возглавлять семью и спокойно вести свой бизнес, не привлекая к себе внимания общественности. Даже фиаско с совещанием в Аппалачине в 1957 году обошло его стороной. Но в октябре 1963 года на специальной сессии 88-го Конгресса США нью-йоркский гангстер Джо Валачи признался постоянному подкомитету Сената по расследованиям в том, что мафия действительно существует. Хотя показания Джо Валачи никогда прямо не привели к заключению в тюрьму, они поставили Дзерилли и его соратников в неудобное положение, ведь их финансовые, криминальные и даже семейные связи были занесены в протокол как свидетельство масштабного преступного заговора, который незаметно влиял на крупный бизнес в штате Мичиган. Впрочем, пережив слушания без особого ущерба для себя и синдиката, Дзерилли вернулся в тень на следующие 12 лет, пока исчезновение легендарного профсоюзного босса Джимми Хоффа снова не привлекло внимание нации к детройтской мафии. Джозеф Дзерилли был лично знаком с Хоффой, который более 30 лет поддерживал дружеские и партнёрские отношения с несколькими членами Партнёрства.
Когда Хоффа исчез в 1975 году, следователи связали его исчезновение с мафиози Энтони Джакалоне из Детройта и Энтони Провенцано (семья Дженовезе). В последний раз Хоффу видели на стоянке у ресторана в пригороде Детройта, куда он приехал, предположительно, для встречи с Провензано и Джакалоне, но оба позднее предъявили алиби и отрицали, что такая встреча планировалась. Федеральные следователи, а также следователи штата заявили в прессе, что единственным человеком в Мичигане, обладающим достаточной властью, чтобы отдать приказ об убийстве Хоффы, мог быть только Джо Дзерилли. После этого он стал объектом интенсивной охоты приставов, чтобы вызвать его в суд для расследования исчезновения Хоффы. Дзерилли, не желая представать перед судом, исчез и так и не появился на слушаниях, сбежав во Флориду, где оставался, пока не спал ажиотаж. Хотя официально никаких обвинений в связи с исчезновением Хоффы так и не было предъявлено, к Джо Дзерилли было вновь привлечено внимание СМИ и общественности.

### Последние годы
Джо Дзерилли оставался боссом детройтской мафии до своей смерти. В то же время возраст и состояние здоровья не позволяли ему полноценно руководить семьёй. В 1970 году временным боссом в помощь отцу был назначен Энтони Джозеф (Тони) Дзерилли. Но уже 1974 году Дзерилли-младший был осуждён и отправлен в тюрьму за то, что скрывал своё участие в отеле-казино Frontier в Лас-Вегасе. После этого Дзерилли-старший был вынужден снова возглавить семью, руководить которой ему помогал новый временный босс Джакомо «Джек» Токко.
В середине октября 1977 года Джозеф Дзерилли был госпитализирован и через две недели скончался в возрасте 79 лет. Он был похоронен на кладбище Mount Olivet в Детройте. Новым главой синдиката стал его племянник Джек Токко. После того, как Тони Дзерилли в 1977 году вышел из тюрьмы, он стал заместителем Токко.
В апреле 2000 года внук Джозефа Дзерилли, Нове Токко, солдат Детройтского партнёрства, согласился дать показания против своего двоюродного брата Джека Токко, по-прежнему возглавлявшего детройтский преступный синдикат. Нове Токко стал первым членом детройтской мафии, пошедшим на сотрудничество с правоохранительными органами с момента основания семьи.